# 赤ちゃんよ永遠に
『赤ちゃんよ永遠に』（あかちゃんよえいえんに、Z.P.G.）は、1972年のイギリスのSF映画。
監督はマイケル・キャンパス、出演はオリヴァー・リードとジェラルディン・チャップリンなど。
特撮はデレク・メディングス。
人口過剰により天然資源の枯渇と動植物の絶滅が起き、生殖行為が大罪となってしまった近未来を描いたディストピア映画である。原題の『Z.P.G.』は「Zero Population Growth」の略で「人口増加ゼロ」の意味。
日本でソフト化された際のタイトルは『赤ちゃんよ永遠に/SFロボットベイビーポリス』。

## ストーリー
時は21世紀。人口が異常なほど増加した結果、スモッグがたちこめ、人類以外のほとんどの動植物が絶滅。またそれによって引き起こされた食糧危機により、ある年の初めに人口増加を抑制するために30年間の妊娠および出産禁止令が発令される。その禁止令を無視して妊娠もしくは出産した者は、処刑ドームと呼ばれる装置で処刑されるという厳罰が課せられた。そこで政府は、夫婦のために赤ちゃんの代用品であるロボットベビーを開発し販売を開始する。ロボットベビーは、見た目はロボットだが実際に歩いたり話したりし、子供が幼少期にかかる病気にもかかり、本物の赤ちゃんと変わらないという特色が売りだった。
妊娠および出産禁止令発令から数年後、子供がいない博物館職員の若夫婦のキャロル（ジェラルディン・チャップリン）と夫のラス（オリヴァー・リード）もロボットベビーを購入する行列に並んでいたが、キャロルはそんなロボットベビーを実際に目にするとその存在を受け入れようとはせず、結局2人は購入せずに帰宅する。キャロルは自分の赤ちゃんがほしいという願望が日に日にましていき、とうとう2人は禁止令を破って1人の男の子をもうけた。2人は息子にジェシーと名づけ、住人たちから知られないように息子を育てようとするが、夫婦の友人であるエドナ（ダイアン・シレント）とジョージ（ドン・ゴードン）夫妻に見つかってしまう。
エドナは秘密にする代わりにジェシーを抱かせてもらったが、やがて彼を共有したいと言い出す。キャロルたちはジェシーを渡すわけにはいかず、人形を渡してその場をしのごうとする。その後、偽物だと気づいたエドナによって通報され、キャロルたちは処刑場へ連行される。そのことを予見していたラスは抜け道を通って3人で処刑場を脱出し、ゴムボートで荒れ果てた島へ到着する。夫妻は気づかなかったが、この場所は放射能汚染地域として立ち入りが禁じられていた。

## キャスト
※括弧内は日本語吹替（初回放送1975年2月16日『日曜洋画劇場』）
- ラス・マクニール: オリヴァー・リード（水島弘）
- キャロル・マクニール: ジェラルディン・チャップリン（平井道子）
- ジョージ・ボーデン: ドン・ゴードン（英語版）
- エドナ・ボーデン: ダイアン・シレント（英語版）

## ノベライゼーション
- 『赤ちゃんよ永遠に』（マックス・エーリッヒ、角川文庫） 1973 
  - 本映画の脚本家が脚本をもとに執筆した小説。現題は「The Edict」。